# North Hero
La ville de North Hero est le siège du comté de Grand Isle, situé dans le Vermont, aux États-Unis.

## Gouvernement
En avril 2002, un séisme de magnitude 5,1, dont l'épicentre se trouvait à Au Sable Forks dans l'État de New York, endommagea l'hôtel de ville. Un employé de la ville déménagea alors les archives de la municipalité dans le sous-sol de sa résidence. Lorsque ce dernier démissionna en 2008, il évinça la municipalité de sa maison. En juillet 2008, cette dernière vota un règlement d'emprunt pour déménager les bureaux de la ville dans l'école élémentaire.

## Démographie
| Groupe            | North Hero | Vermont | États-Unis |
| ----------------- | ---------- | ------- | ---------- |
| Blancs            | 96,4       | 95,3    | 72,4       |
| Métis             | 2,0        | 1,7     | 2,9        |
| Amérindiens       | 0,7        | 0,4     | 0,9        |
| Autres            | 0,6        | 1,4     | 23,6       |
| Total             | 100        | 100     | 100        |
|                   |            |         |            |
| Latino-Américains | 1,6        | 1,5     | 17,37      |

Selon l'American Community Survey, pour la période 2011-2015, 93,56 % de la population âgée de plus de 5 ans déclare parler l'anglais à la maison, 3,39 % le français, 1,81 % le serbo-croate et 1,24 % une autre langue.